# Dieter Ammann
Dieter Ammann (* 17. Mai 1962 in Aarau) ist ein in Zofingen aufgewachsener und wohnhafter, mehrfach ausgezeichneter Schweizer Musiker (Bassgitarre, Trompete, Kornett, Keyboard) und Komponist.

## Leben
Dieter Ammann wuchs in einem sehr musikalischen Elternhaus auf. Nach der Matura ergriff er das Schulmusikstudium an der Akademie für Schul- und Kirchenmusik Luzern; parallel dazu absolvierte er einige Semester an der Swiss Jazz School in Bern.
Danach war er einige Zeit als Musiker im Bereich improvisierte Musik/Jazz tätig. Als Trompeter, Keyboarder und E-Bassist musizierte er seit den frühen 1980er Jahren in der Freefunk-Band Donkey Kong’s Multi Scream und als Sidemann mit Marco Käppeli und anderen Gruppen beispielsweise auf den internationalen Festivals von Köln, Willisau, Antwerpen, Lugano.
Plattenproduktionen und Studiosessionen brachten ihn mit so unterschiedlichen Künstlern wie Eddie Harris, Peter Brötzmann oder Udo Lindenberg zusammen. Anschliessend folgte ein Studium für Theorie und Komposition an der Musik-Akademie der Stadt Basel, worauf Meisterkurse bei Wolfgang Rihm, Witold Lutosławski u. a. folgten.
In den 1990er-Jahren verlagerte sich Ammanns Schwerpunkt hin zur Komposition; für seine Orchester- und Kammermusikwerke erhielt er zahlreiche nationale und internationale Auszeichnungen (z. B. Aargauer Kuratorium, Hauptpreis am int. Kompositionswettbewerb der IBLA-Foundation New York, Franz Liszt-Stipendium der «Weimar Kulturstadt Europas»- Stiftung, 1. Preis «young composers in Europe», Leipzig u. a.). Er schreibt wenig, weil langsam. Ammann ist Professor für Theorie/Komposition an der Musikhochschule Luzern.

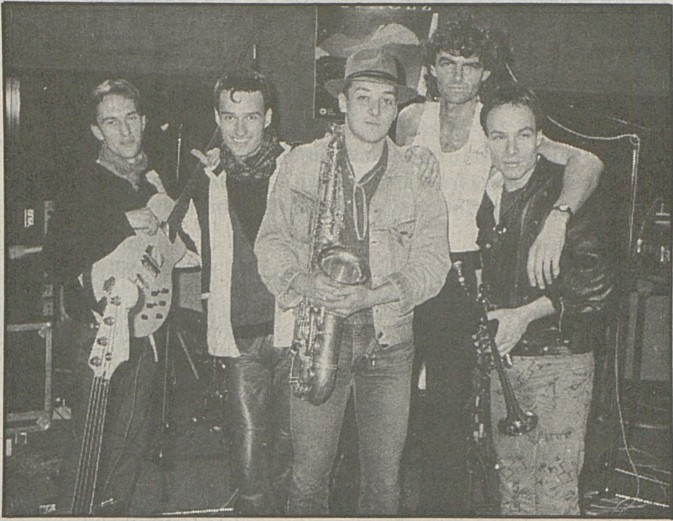
Dieter Ammann (ganz rechts mit Trompete) vor dem Auftritt mit Donkey Kong's Multi Scream am 27. September 1986 in Fribourg.

Im Dezember 2010 erhielt Ammann zusammen mit seiner Ehefrau Yolanda das Ehrenbürgerrecht der Stadt Zofingen.

## Bisherige Tätigkeiten
- Auftragskompositionen (z. B. für das Lucerne Festival, ensemble für neue musik zürich, Mondrian Ensemble, Berliner Philharmonisches Streichtrio, Kammerorchester Basel, europäischer musikmonat u. a.)
- Aufführungen im In- und Ausland (z. B. Gewandhaus (Leipzig), Bayerische Akademie der schönen Künste, Philharmonie Berlin, Centre Culturel Suisse Paris, Festival «Lichtung» Tokio, Spring Festival Port Fairy (AUS), Bukarest (World Music Days 99) u. a.)
- Improvisierte Musik, Jazz (u. a. Teilnahme an den internationalen Festivals von Willisau, Lugano, Köln, Antwerpen); als ”freelance musician” bei diversen Plattenproduktionen mitwirkend (z. B. Eddie Harris)
- Professur an der Musikhochschule Luzern (Fakultät I und II) für Komposition, Tonsatz/Analyse und Instrumentalpraxis
- Vorstandsmitglied IGNM, Ortsgruppe Zentralschweiz
- Jurymitglied der Wettbewerbskommission Musik von Stadt und Kanton Luzern
- Künstlerischer Leiter der Konzertreihe Kulturraum Hirzenberg[2]

## Auszeichnungen, Stipendien

### Auszeichnungen, Stipendien national
- 1991: Förderungspreis des Aargauer Kuratoriums
- 1993: Werkbeitrag des Aargauer Kuratoriums
- 1996: Werkbeitrag durch Stadt und Kanton Luzern
- 1996: Projektbeitrag des Aargauer Kuratoriums
- 1998: Werkbeitrag des Aargauer Kuratoriums
- 2001: Werkbeitrag des Aargauer Kuratoriums
- 2003: Atelieraufenthalt Berlin des Aargauer Kuratoriums
- 2003: Werkpreis der Stadt Zofingen
- 2003: Anerkennungspreis der Marianne und Curt Dienemann-Stiftung
- 2004: Werkbeitrag durch Stadt und Kanton Luzern
- 2007: Werkbeitrag des Aargauer Kuratoriums

### Auszeichnungen, Stipendien international
- 1995: Erstpreisträger für die Schweiz am Wettbewerb «Young composers in Europe», Leipzig (Studienaufenthalt, verbunden mit Präsentationskonzerten im Gewandhaus)
- 1996: Hauptpreis am «International Competition for Composers» (in honor of Luciano Berio) der IBLA-Foundation New York
- 1997: Erster Preis am internationalen Kompositionswettbewerb «Symposium NRW für Neue Musik» im Rahmen des Festivals «Niederrheinischer Herbst»
- 1997: Gewinner des Franz Liszt Stipendiums der Hochschule für Musik Franz Liszt Weimar und der Weimar 1999 Kulturstadt Europa GmbH (6-monatiger Kompositionsaufenthalt mit Konzerten)
- 1999: Second Level Award am «International Competition for Composers» der IBLA-Foundation New York
- 2003: Composer-in-residence beim 18. Internationalen Musik Festival Davos (CH)
- 2008: Komponistenförderpreis des Ernst von Siemens Musikpreises
- 2009: Composer-in-residence beim Festival les muséiques Basel
- 2010: Composer-in-residence beim Lucerne Festival

## Werke (Auswahl)
- Piece For Cello, Imagination against numbers, für Cello (1994, rev. 1998)
- Regard Sur Les Traditions, avec quelques trompes d’oreille, für Klavier zu 4 Händen (1995)
- The Freedon Of Speech, für Flöte, Klarinette, Violine, Violoncello, Klavier und Perkussion (1995/96)
- Gehörte Form – Hommages I – II – III, für Violine, Bratsche und Violoncello (1998)
- Violation, für Violoncello und Ensemble (1998/99, für Yolanda)
- Boost, für Orchester (2000/01)
- Core, für Orchester (2002)
- A(tenir)tension, Trio für Flöte und Perkussionsduo (2002)
- Geborstener Satz, Streichquartett Nr. 1 (2003)
- Après le silence, für Violine, Violoncello und Klavier (2004/05)
- Presto Sostinato, für grosses Ensemble (2006)
- stellen, für 14 Streicher (2007/08)
- Streichquartett Nr. 2 (Distanzenquartett), für 2 Violinen, Viola und Violoncello (2009)
- TURN, für Orchester (2010)
- CUTE, für Flöte und Klarinette (2011)
- unbalanced instability, Konzertsatz für Violine und Kammerorchester (2012–2013)
- Le réseau des reprises, für grosses Ensemble (2013–2014), Uraufführung am 2. Oktober 2014 in Strasbourg
- glut, für Orchester (2014–2016), Uraufführung am 11. Mai 2016 in Zürich
- Klavierkonzert Gran Toccata (2019)
- Bratschenkonzert No templates (2020–24), Uraufführung am 22. Januar 2025 in Basel